# Đình Trữ La
Đình Trữ La là một ngôi đình nằm ở làng Trữ La (thường gọi là làng La) nay thuộc địa phận khu dân cư La A, thị trấn Cẩm Giang, huyện Cẩm Giàng, tỉnh Hải Dương. Đình được xây dựng vào thời Hậu Lê (thế kỷ 18) và được trùng tu lớn vào năm 1916, là nơi thờ thành hoàng làng - Đông hải Đại vương Đoàn Thượng – một danh tướng có công lớn trong công cuộc khôi phục nhà Lý được ban nhiều sắc phong qua các triều đại. Năm 2006, đình được xếp hạng di tích kiến trúc nghệ thuật cấp quốc gia.

## Kiến trúc
Đình Trữ La gồm tòa tiền tế nối với hậu cung phía sau theo dạng mặt bằng hình chuôi vồ, còn gọi theo dạng chữ Nho là kiểu "chữ đinh" 丁 hướng về bờ sông Cẩm Giàng ở phía nam. Dưới thời kỳ bao cấp, tòa tiền tế bị phá bỏ, chỉ còn lại tòa hậu cung được tận dụng làm kho thóc. Đồng thời, nhiều bia đá của đình bị đào lên để làm đường giao thông.
Vào những năm 2000, đình được sửa sang lại và được dùng làm nơi thờ tự thành hoàng làng hoặc các sinh hoạt văn hóa của 2 thôn La A và La B.
Hiện nay đinh vẫn giữ lại được những nét kiến trúc độc đáo với hệ thống cột, rầm, xà hoàn toàn bằng gỗ lim và được điêu khắc vô tinh xảo. Các cột trụ trong đình có đường kính khoảng 60 cm đỡ lấy hệ thống mái được lợp ngói ta. Hai bên tả hữu của mái có 2 chiếc đầu lân uốn lượn, phía dưới là 2 chiếc đao đình nhọn hoắt chếch lên tạo vẻ uy nghi, sừng sững của đình làng.
Các cổ vật, đồ thờ tự bằng đá, bằng giấy, bằng đồng; có thể kể đến ngai thờ, đài thờ sơn son thếp vàng từ thời Nguyễn còn nguyên vẹn. Đình còn giữ được tới 24 sắc phong qua các đời Vua Cảnh Hưng, Chiêu Thống, Quang Trung, Cảnh Thịnh, Minh Mạng, Thiệu Trị, Tự Đức, Đồng Khánh, Thành Thái, Duy Tân và Khải Định hơn 300 trăm năm qua đến nay vẫn nguyên trạng trong đình.
Sân đình hiện nay được lát gạch đỏ sạch sẽ, hai bên là hai hành nhãn thẳng tắp sai trĩu quả. Đình đã được xây nhà bếp, cầu ao, nhà vệ sinh và nơi đốt vàng mã phục vụ các dịp lễ hội và người dân. Phía trước đình có ao đình hình vuông nước trong vắt và được trồng hoa sen.
Hệ thống tường và cổng đình được làm kín vào cao khoảng 2m.

## Hoạt động và lễ hội
Hằng tháng, vào những hôm rằm và mùng một, đình lại mở cửa cho nhân dân đến thắp hương. Đình được nhân dân đánh giá là rất thiêng, có nhiều trường hợp hiếm muộn đã có con sau khi làm lễ ở đình.
Đình là nơi sinh hoạt của hội người cao tuổi 2 thôn La A và La B. Tại đây có các câu lạc bộ thơ, cờ tướng hoạt động khá sôi nổi. Sân đình cũng trở thành sân bóng cho trẻ em
Vào ngày 14, 15 tháng Giêng (âm lịch) hằng năm, đình tổ chức lễ hội cầu phúc. Phần lễ có các hoạt động như tế lễ, thắp hương, phát lộc. Thông thường để chuẩn bị cho ngày lễ, đội tế của làng phải tập luyện trước cả tuần. Phần hội có các hoạt động như hát quan họ, đánh cờ tướng, đu quay, chọi gà, cầu kiều bắt vịt. Hội đình không to nhưng rất đông vui.

## Tình trạng xuống cấp
Trong vòng 5 năm trở lại đây, đình bị xuống cấp nghiêm trọng. Một số cột bị xiêu vẹo, rêu mốc xuất hiện nơi các góc tường, chân cột. Mặc dù nhiệt độ ngoài trời nắng tháng 6 nóng gần 40 độ nhưng trên các thớ gỗ bên trong của đình Trữ La vẫn không hề khô ráo mà rất ẩm ướt. Những nơi nước mưa đọng lại khiến gỗ bị mục nát, hư hại nhiều. Riêng gian hậu cung của đình, vách tường đã tách khỏi cột tạo thành khe hở rộng khoảng 3 phân.